# 马泰菲·埃丝特
马泰菲·埃丝特（匈牙利語：Mátéfi Eszter，1966年2月14日—），匈牙利前女子手球运动员。她曾代表匈牙利国家队参加1996年夏季奥林匹克运动会手球比赛，获得一枚铜牌。